# Gennaro Duccilli

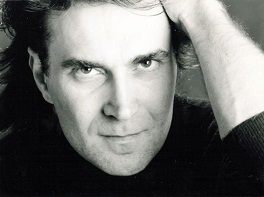
Foto di Gennaro Duccilli

Gennaro Duccilli (Napoli, 1º marzo 1955) è un attore, regista e drammaturgo italiano.

## Biografia
Nel 1975 è tra i fondatori della compagnia di sperimentazione teatrale "C.S.T. Majakovskij". Collabora come attore con il Libera Scena Ensemble diretto da Gennaro Vitiello.

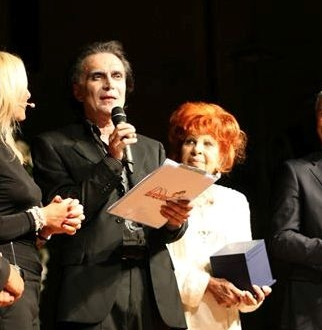
Gennaro Duccilli e Silvana Pampanini all'Algidus Film Festival

Dal 1980 frequenta a Napoli l'Università Popolare dello Spettacolo (prorettori Paolo Stoppa e Mario Scaccia), ideata e voluta da Eduardo De Filippo. Primo tra gli allievi, viene selezionato per far parte del cast della Compagnia Attori Italiani e debutta al Teatro Grande di Pompei nel Don Giovanni di Molière, per la regia di Sergio Pacelli.
Nel 1992 firma la sua prima regia: Don Chisciotte della Mancha.  
Nel 1994 riceve il Premio Rosa Balistreri per la regia dello spettacolo Assolo di luna – M.A.F.I.A. che debutta in Sicilia. 
Nel 2006 fonda la Compagnia Teatro della Luce e dell'Ombra che opera a livello nazionale ed internazionale.  
È stato direttore artistico dell'Algidus Art Film Festival, Festival del cinema e delle arti performative. 
Dal 2013 è presidente della A.S. per la gestione del Teatro Artemisio - Gian Maria Volonté di Velletri.

## Opere teatrali
- Trygonale (1978)
- Don Chisciotte della Mancha, co-autore Vincenzo Cuomo (1983)
- Assolo di luna - M.A.F.I.A. (1993)
- Quasimodo, il gobbo di Notre Dame (1995)
- Opera al rosso - Angeli e dannati della letteratura d'Occidente (1997)
- Dr.Jekyll and Mr Hyde (1998)
- Il conte di Cagliostro (1999)
- Chiara luce (2001)
- Sotto il bosco di latte (2004)
- Otello, ultimo atto (2014)

## Teatrografia (parziale)
- Il malato immaginario, di Molière, regia di Sergio Pacelli (1980)
- Don Giovanni, di Molière, regia di Sergio Pacelli (1981)
- Festa per il compleanno del caro amico Harold, di Mart Crowley, regia di Sofia Scandurra (1981)
- Pierrot fumista, da Jules Laforgue, regia di Vincenzo Cuomo, direzione artistica Gennaro Vitiello (1983)
- Pulcinella innamorato, regia di Massimo Perez, direzione artistica Nello Mascia (1984)
- Tieste  di Seneca, regia di Vincenzo Cuomo (1985)
- Nonna Sabella, da Pasquale Festa Campanile, regia di Paola Scarabello (1987)
- Le gesta quasi umane dei topi e delle rane, di Giorgio Weiss, regia di Francesco Zigrino (1990)
- La notte di M.me Lucienne, di Copi,  regia di Silvio Benedetto (1990)
- Prometeo incatenato, di Eschilo, regia di Fulvio Rendhell (1990)
- Il piacere dell'onestà, di Luigi Pirandello, regia di Michele Francis (1991)
- Wolfang Amade' Mozart, di E. Casularo e G. Trovalusci, regia di Lucio Parise (1991)
- La mandragola,  di Niccolò Machiavelli,  regia di Lucio Parise (1991)
- Don Chisciotte della Mancha, da Cervantes, regia di Gennaro Duccilli (1992)
- Assolo di luna - M.A.F.I.A., regia di Gennaro Duccilli (1994)
- Opera al rosso - Angeli e dannati della letteratura d'Occidente, regia di Gennaro Duccilli (1998)
- Chiara luce, da Francesco d'Assisi, regia di Gennaro Duccilli (2002)
- Perturbazione da palcoscenico, regia di Cesare Vangeli (2003)
- Chaplin, regia di Gianmario Cuciniello, (2003)
- Romeo e Giulietta, di Shakespeare, regia di L. Palmili (2004)

## Con il Teatro della Luce e dell'Ombra

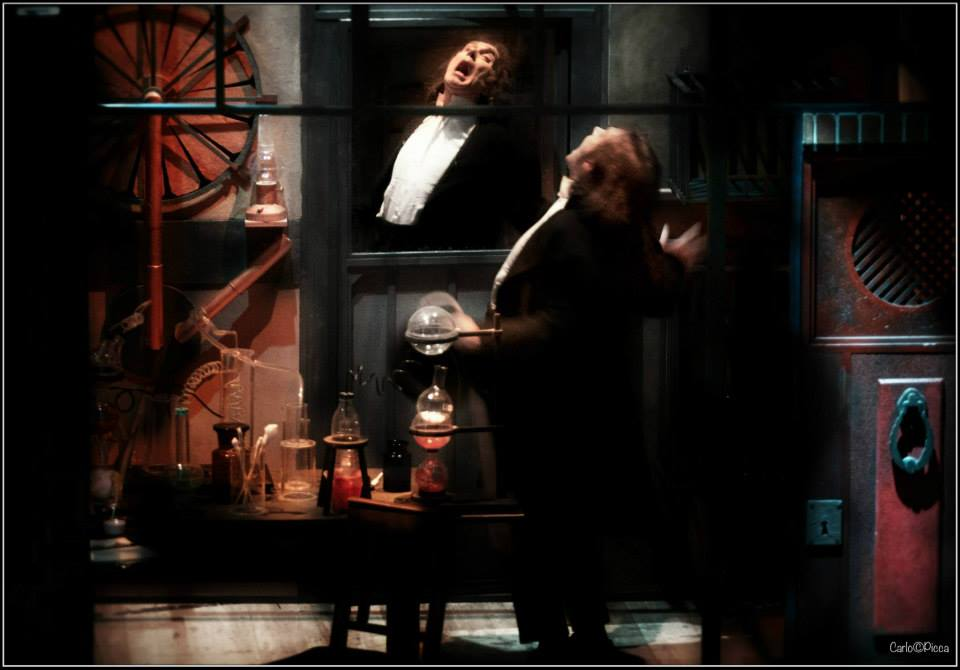
Gennaro Duccilli in Dr. Jekyll and Mr. Hyde

- Salem 1692 - La seduzione del male, da Il crogiuolo di Arthur Miller, regia di Gennaro Duccilli (2006)
- Quasimodo, il gobbo di Notre-Dame, da Notre-Dame de Paris, di Victor Hugo, regia di Gennaro Duccilli (2007)
- Caligula, o de lo imposible, da Caligola di Albert Camus, regia di Gennaro Duccilli (Spagna 2009)
- Caravanserraglio, regia di Gennaro Duccilli (2009)
- La duchessa di Amalfi, di John Webster, regia di Gennaro Duccilli (2010)
- Caligola, di Albert Camus, regia di Gennaro Duccilli (2010)
- Stralunario, regia di Gennaro Duccilli (2011)
- Otello, ultimo atto, regia di Gennaro Duccilli (2014)
- I sette contro Tebe, di Eschilo,  regia di Gennaro Duccilli (2014)
- Trasfigurazioni,  regia di Gennaro Duccilli (2014)
- Dr.Jekyll and Mr Hyde, da Robert Louis Stevenson, regia di Gennaro Duccilli (2015)

## Riconoscimenti
Ha ricevuto nel 1994 il Premio Rosa Balistreri per lo spettacolo Assolo di luna – M.A.F.I.A.